# چشمه‌سفید (فیروزآباد)
چشمه‌سفید روستایی در دهستان سرفیروزآباد بخش فیروزآباد شهرستان کرمانشاه استان کرمانشاه ایران است.

## جمعیت
بر پایه سرشماری عمومی نفوس و مسکن در سال ۱۳۹۵ جمعیت این روستا ۴۷ نفر (۱۲خانوار) بوده‌است.